# Pseudeurostus bordei
Pseudeurostus bordei là một loài bọ cánh cứng trong họ Ptinidae. Loài này được Sainte-Claire Deville miêu tả khoa học năm 1921.